# 格倫代爾 (密蘇里州帕特南縣)
格倫代爾（英語：Glendale）是位於美國密蘇里州帕特南縣的非建制地區。

## 歷史
格倫代爾的郵局於1891年設立，其後於1905年停運。

## 地理
格倫代爾所處的海拔為高於海平面252米（即827英呎），而該地所採用的時區為UTC-6，即北美中部時區（CST）。同時該地設有夏令時間，為UTC-6調快一小時，即UTC-5（CDT）。